# Jean-Marie Juan
 (janvier 2017).
Si vous disposez d'ouvrages ou d'articles de référence ou si vous connaissez des sites web de qualité traitant du thème abordé ici, merci de compléter l'article en donnant les références utiles à sa vérifiabilité et en les liant à la section « Notes et références ».
Jean-Marie Juan est un acteur et réalisateur français, né dans les années 1960 à Lyon probablement.
Depuis le milieu des années 1980, il est présent au théâtre, au cinéma et dans plusieurs téléfilms ou séries télévisées.

## Biographie

### Origines et formation
Jean-Marie Juan est né un 25 septembre dans les années 1960 ou le 11 avril 1965 à Lyon.
Après une adolescence consacrée au sport de haut niveau et à la musique (piano), il suit une formation d'art dramatique au Conservatoire national de région (CNR) de Marseille et débute en interprétant Mascarille dans Les Précieuses ridicules de Molière[réf. nécessaire].

### Carrière
À Paris, René Clermont lui fait faire ses premiers pas au théâtre Saint-Georges dans Le Charimari qu'il reprend au pied levé avec Micheline Boudet, Pierre Tornade et Patrick Bruel dont c'est aussi la première pièce. Il joue ensuite notamment Le Don d'Adèle (avec Axelle Abbadie, Micheline Dax, Alain Feydeau et Charlotte Kadi), Deux hommes dans une valise (avec Darry Cowl et Henri Guybet, mis en scène par Jean-Luc Moreau), Les Dégourdis de la 11e (avec Robert Hirsch, Darry Cowl, Annick Alane), Fleur de cactus de Barillet & Gredy (auprès de Sophie Desmarets et Jacques Rosny), Le Bal des voleurs de Jean Anouilh (avec Claude Gensac et Jacques Seiler)[réf. nécessaire].
Parallèlement, il continue d’aborder les rôles du répertoire classique tels que Scapin, Sganarelle, le rôle de Molière dans une création de Guy Vassal[réf. nécessaire].
Après la reprise du personnage de Marius dans la trilogie marseillaise de Marcel Pagnol avec Jean-Pierre Darras, Jacques Morel et Geneviève Fontanel, Jean-Luc Tardieu lui offre de jouer Le Marchand de Venise de Shakespeare, avec Michel Blanc et Isabelle Gélinas, ainsi que L'Assemblée des femmes d’Aristophane, avec Agnès Soral à la Maison de la Culture de la Loire-Atlantique[réf. nécessaire].
Pour le festival Pierres de Culture, Didier Long le met en scène dans le rôle de Cyrano de Bergerac[réf. nécessaire].
Après quelques années consacrées aux tournages, il remonte sur les planches en 2004 pour créer Petit déjeuner compris, première pièce de Christine Reverho, sous la direction d’Annick Blancheteau. En 2005, il reprend quelques représentations de 1-2-3 Sardines, mis en scène par Jean-Luc Moreau au théâtre des Nouveautés[réf. nécessaire].
Au cinéma, il tourne sous la direction de réalisateurs tels que Régis Wargnier, Yves Robert, Bertrand Tavernier, Gérard Oury, Roger Kahane, Alain Robak...
Le réalisateur espagnol Bigas Luna (Jambon-Jambon) l’engage pour La Femme de Chambre du Titanic et Volaverunt aux côtés de Stefania Sandrelli et Penélope Cruz. Il en réalisera parallèlement le making of pour Canal+ Espagne. Il est à l’affiche du film de Claude Chabrol, L'Ivresse du pouvoir, avec Isabelle Huppert, et donne la réplique à Kristin Scott Thomas et Ludivine Sagnier dans le dernier film d'Alain Corneau (sorti en 2010).
La télévision fait appel à lui pour des séries telles que Commissaire Moulin (rôle d'un tueur en série), Maigret, Nestor Burma, Les Allumettes suédoises, Duelles, Justice au cœur, Juliette, Joséphine, ange gardien, Commissaire Valence, Femmes de loi (« A bout de force »), Fabien Kosma, SOS 18 (rôle de Maxime), "Louis la brocante"…
Il participe également à la saga de l’été de TF1 de 2003, Le Bleu de l'océan (le lieutenant Morel), et celle de France 2, Le Miroir de l'eau, où il interprète un sourd-muet, auprès de Line Renaud en 2004.
De 2003 à 2008, il joue le rôle du juge Corti, avec Roland Magdane, dans la série de France 2 Le Tuteur, créée par Pierre Grimblat et réalisée notamment par José Pinheiro et Édouard Molinaro.
Il tourne aussi dans Rock'n Roll Circus, un téléfilm pour France 3, écrit et réalisé par Alain Robillard, avec Bruno Wolkowitch, qu'il retrouve peu après dans Hold-Up à l'italienne, une comédie réalisée pour TF1 par Claude-Michel Rome avec également Astrid Veillon, Jacques Perrin et Claudia Cardinale.
Puis il devient le proviseur de Victoire Bonnot, série diffusée sur M6 avec Valérie Damidot. Pour le troisième épisode de cette série, il est remplacé par Catherine Jacob à cause d'une opération de la colonne vertébrale lui évitant une tétraplégie à la suite d'un accident de moto.
Juste avant cet accident, il est un des acteurs principaux du dernier film hispano-américain de Bigas Luna, produit par la Warner avec Elsa Pataky, Peter Coyote, Paul Sculfor, et Flora Martínez, et est également récitant soliste pour une œuvre du compositeur anglais, Benjamin Britten, avec l'Orchestre symphonique de Caen et le chef d'orchestre Vahan Mardirossian, dont il a signé l'adaptation française ainsi que la scénographie et la réalisation de la captation du concert.
À partir de 2014, il revient sur les plateaux de tournage et de théâtre après une longue rééducation.
Il joue le père d'Alma Jodorowsky dans la série à succès de France Télévisions, La Vie devant elles et un vigneron dans le téléfilm Crime à Aigues-Mortes, régulièrement rediffusé sur France 3.
Au théâtre, il reprend notamment le rôle de Léopold dans la pièce de Michel Tremblay, À toi, pour toujours, ta Marie-Lou.

## Théâtre (sélection)
- 1984 : Deux hommes dans une valise de Peter Yeldham et Donald Churchill, mise scène Jean-Luc Moreau, théâtre de la Porte-Saint-Martin
- 1986 : Les Dégourdis de la 11e d'André Mouëzy-Éon, mise en scène Jacques Rosny, théâtre des Variétés : le soldat Patard
- 1987 : La Chambre d'ami de Marc Camoletti, mise en scène de l'auteur, théâtre Michel
- 1990 : La Trilogie Marseillaise de Marcel Pagnol, mise en scène Jean-Luc Tardieu, théâtre Actuel
- 1995 : Le Marchand de Venise de William Shakespeare, traduction, adaptation Éric-Emmanuel Schmitt, mise en scène Jean-Luc Tardieu, maison de la culture de Loire-Atlantique - Espace 44
- 1996 : Le Bal des voleurs de Jean Anouilh, mise en scène Jean-Claude Idée, théâtre Montparnasse

## Filmographie

### Cinéma
- 1986 : La Femme de ma vie de Régis Wargnier
- 1987 : Association de malfaiteurs de Claude Zidi
- 1987 : Flag de Jacques Santi
- 1990 : Le Château de ma mère d'Yves Robert
- 1996 : Capitaine Conan de Bertrand Tavernier
- 1997 : La Femme de chambre du Titanic de Bigas Luna
- 1998 : Je suis vivante et je vous aime de Roger Kahane
- 1999 : Le Schpountz de Gérard Oury
- 2000 : La Taule d'Alain Robak
- 2006 : L'Ivresse du pouvoir de Claude Chabrol
- 2007 : Pars vite et reviens tard de Régis Wargnier
- 2010 : Crime d'amour d'Alain Corneau
- 2010 : Di Di Hollywood de Bigas Luna
- 2012 : Crimes en sourdine de Joël Chalude
- 2014 : Les Trois Frères : Le Retour de Didier Bourdon et Bernard Campan

### Télévision

#### Téléfilms
- 1996 : Les Allumettes suédoises de Jacques Ertaud : Victor
- 1999 : N'oublie pas que tu m'aimes de Jérôme Foulon
- 2000 : Les Sagards de Dominique Ladoge
- 2001 : Juliette : service(s) compris de Jérôme Foulon
- 2001 : Rastignac ou les Ambitieux d'Alain Tasma
- 2001 : Une femme amoureuse de Jérôme Foulon
- 2002 : Les rebelles de Moissac de Jean-Jacques Kahn
- 2003 : Il court, il court le furet de Didier Grousset
- 2004 : Joe Pollox et les mauvais esprits de Jérôme Foulon
- 2006 : Premier suspect de Christian Bonnet
- 2008 : Hold-up à l'italienne de Claude-Michel Rome
- 2015 : Crime à Aigues-Mortes de Claude-Michel Rome

#### Séries télévisées
- 1989 : Les Cinq Dernières Minutes : Mort d'orque, réalisation Gérard Gozlan
- 1993 : Maigret : Maigret et l'homme du banc d'Étienne Périer
- 1994 : Extrême Limite, 3 épisodes : Béraud
  - ép. #1.5 : Le Vol d'Icare de Bernard Uzan
  - ép. #1.7 : Sans retour de Klaus Biedermann
  - ép. #1.19 : Dernières secondes
- 1997 : Les Cordier, juge et flic, épisode #5.3 : Cathy de Alain Wermus : le fiancé de Myriam
- 1997 : Un homme en colère, épisode #1.1 : Un homme en colère de Dominique Tabuteau : le technicien laboratoire
- 1999 : Commissaire Moulin, épisode #4.11 : Serial Killer d'Yves Rénier : Badia
- 2000 : Nestor Burma, épisode #1.32 : Panique à Saint-Patrick de Jacob Berger : Paul Chabeuil
- 2000 : Joséphine, ange gardien, épisode #4.2 : Le Combat de l'ange de Laurence Katrian : Alexis
- 2000 : Docteur Sylvestre, épisode #3.5 : Programme: de substitution de Didier Grousset : Marc Blandin
- 2001 : Alice Nevers, le juge est une femme, épisode #7.1 : Cœur solitaire de Pierre Boutron : Bruno Vigand
- 2002 : Vérité oblige, épisode L'Honneur perdu de Claude-Michel Rome : le lieutenant Daniel Marchal
- 2003 : Commissaire Valence, épisode #1.1 : Commissaire Valence de Vincenzo Marano : Landry
- 2003 - 2008 : Le Tuteur, 19 épisodes : le juge Axel Corti
- 2003 : Femmes de loi, épisode #3.5 : À bout de force d'Emmanuel Gust : Hervé Berg
- 2003 : Le Bleu de l'océan (mini-série) : Morel
- 2004 : Le Miroir de l'eau : Emmanuel
- 2007 : Fabien Cosma, épisode La Fissure de Jean-Claude Sussfeld : Pablo
- 2008 : Terre de lumière (mini-série) : le commissaire Berroyer
- 2008 : S.O.S. 18, 15 épisodes : Maxime
- 2010 : Louis la Brocante, épisode #9.5 : Louis joue les experts de Bruno Gantillon : Franck Rossi
- 2010 : Victoire Bonnot, 2 épisodes : M. Tudal
  - épisodes #1.1 : Addiction
  - épisodes #1.2 : Le secret
- 2015 : La Vie devant elles de Gabriel Aghion : José
- 2017 : Crimes à Aigues-Mortes de Claude-Michel Rome : Carlos Alvarez
- 2022 : Meurtres à Porquerolles : Michel Canova